# الكندوش (مسلسل)
الكندوش، مسلسل سوري عرض في 2021.

## الممثلون
- أيمن زيدان في دور «عزمي بيك»
- سلاف فواخرجي في دور «ياسمين»
- سامية الجزائري في دور «أم مصطفى»
- صباح الجزائري في دور «نهلة زوجة عزمي بيك»
- شكران مرتجى في دور «نبيهة أخت مصطفى»
- كندة حنا في دور «أمل»
- أيمن رضا في دور «إبراهيم العطار»
- فايز قزق في دور «أبو الآس»
- محمد حداقي في دور «عنكوش»
- حلا رجب في دور «نادرة»
- همام رضا في دور «شريف»
- حسام تحسين بيك في دور «سعيد الحلاق»
- أندريه سكاف في دور «مروان أبو مزة»
- وفاء موصللي في دور «الداية»
- أمانة والي في دور «أم شريف»
- تيسير إدريس في دور «أبو شريف»
- يحيى بيازي في دور «غالب»
- سليمان رزق في دور «لطيف»
- رفيف إدريس في دور «لطيفة»
- إليانا سعد في دور «حبيبة جواد»
- جمال العلي في دور «أبو جواد»
- هافال حمدي في دور «جواد»
- زهير عبد الكريم في دور «الشيخ صالح»
- حازم زيدان في دور «الدكتور رأفت»
- راكان تحسين بيك في دور «نذير»
- رضوان عقيلي في دور «أبو حكمت المختار»
- نزار أبو حجر في دور «أبو رؤوف الدلّال»
- خالد شباط في دور «مصطفى»
- عبد الفتاح المزين في دور «سلطان»
- أحمد خليفة في دور «الحارس أبو حسن»
- مازن عباس في دور «بلبل»
- علاء قاسم في دور «الأعجر»